# Santa Caterina Villarmosa
Santa Caterina Villarmosa ist eine Stadt im Freien Gemeindekonsortium Caltanissetta in der Region Sizilien in Italien mit 4572 Einwohnern (Stand 31. Dezember 2023).

## Lage und Daten
Santa Caterina Villarmosa liegt 19 km nördlich von Caltanissetta. Die Einwohner arbeiten hauptsächlich in der Landwirtschaft. Zusätzlich gibt es Arbeitsplätze im Strickereikunsthandwerk.
Die Nachbargemeinden sind Alimena (PA), Caltanissetta, Enna (EN), Petralia Sottana (PA), Resuttano und Villarosa (EN).

## Geschichte
Auf dem Gebiet der heutigen Gemeinde besiegte 1299 Friedrich II. Philipp von Tarent.
Die heutige Gemeinde wurde 1601 gegründet. Die erste Erwähnung geht zurück in das Jahr 1572, in dem Giulio Grimaldi, Barone di Risigallo die Ansiedlung erlaubte.

## Sehenswürdigkeiten
- Kirche an der Piazza Garibaldi, im 18. Jahrhundert erbaut, am Ende des 19. Jahrhunderts fertiggestellt
- Kirche Maria SS.ma delle Grazie in der Via Roma; erste Erwähnung im 17. Jahrhundert
- Naturschutzgebiet Contrada Scaleri

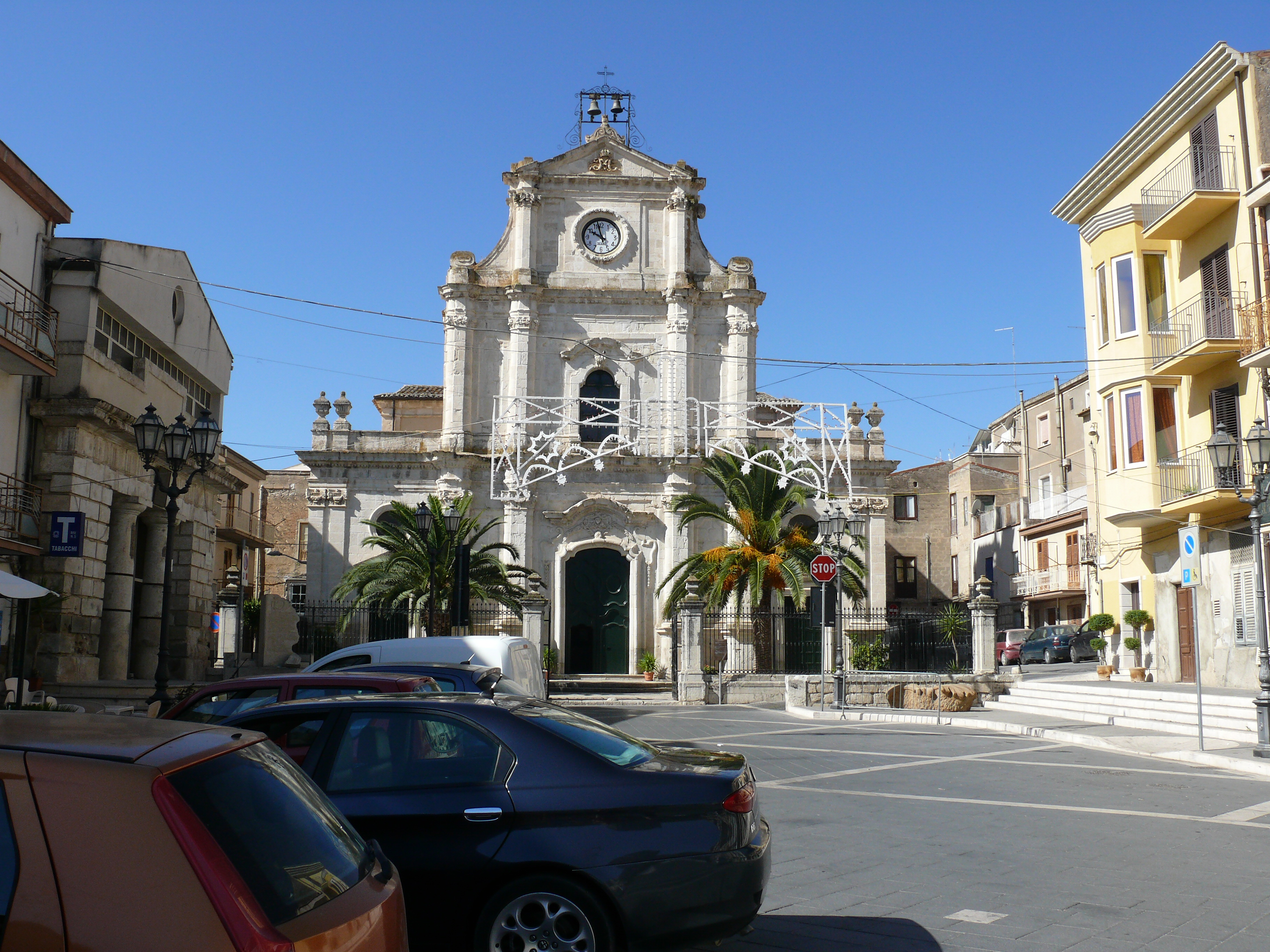
Kirche am Piazza Giuseppe Garibaldi
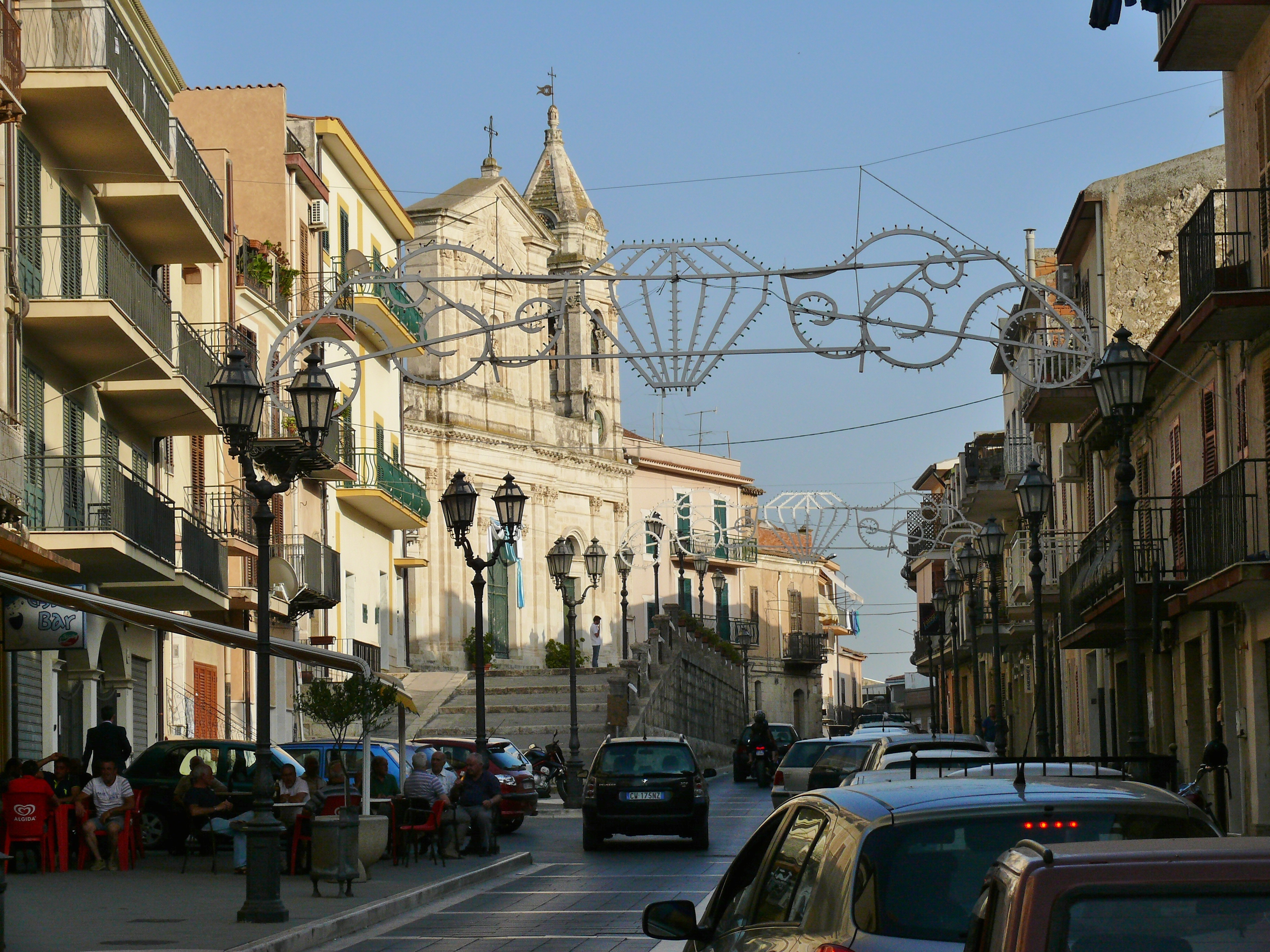
Kirche an der Via Roma
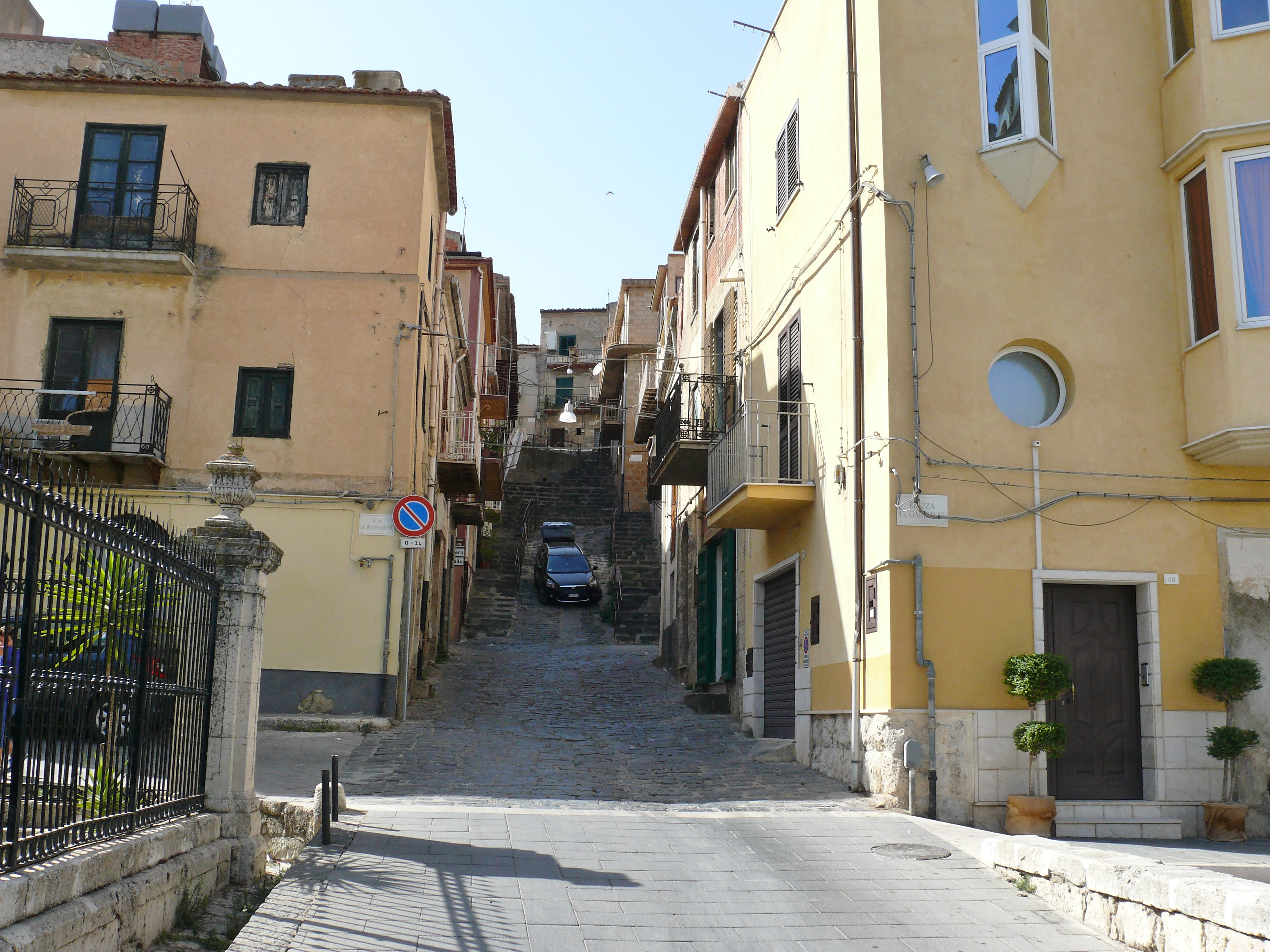
Typisches Stadtbild

## Persönlichkeiten
- Ferdinando Fiandaca (1857–1941), Geistlicher
- Maurizio Randazzo (* 1964), Fechter